# Palestinská národní rada
Palestinská národní rada (PNR) (arabsky: المجلس الوطني الفلسطيني, anglicky: Palestinian National Council, PNC) je zákonodárným orgánem Organizace pro osvobození Palestiny (OOP), v podstatě exilový palestinský parlament. Rada si volí výkonnou komisi, který OOP vede mezi jednotlivými zasedáními rady. Rada se běžně schází každé dva roky a přijímá rezoluce pomocí jednoduché většiny za přítomnosti minimálně dvou třetin členů.
První PNR složená ze 422 zástupců se sešla v květnu 1964 ve východním Jeruzalémě a přijala Palestinskou národní chartu. Zároveň ustanovila OOP, coby politického zástupce palestinského lidu, a jako jejího prvního předsedu Ahmada al-Šukejrího. Následující setkání se konala většinou v hlavních městech arabských států: Káhira (1965), Gaza (1966), Káhira (1968 – 1977), Damašek (1979 – 1981), Alžír (1983), Ammán (1984) a Gaza (1996 a 1998). V únoru 1969 byl na zasedání rady v Káhiře zvolen předsedou OOP Jásir Arafat, který tuto funkci zastával až do své smrti v roce 2004. V listopadu 1988 rada zasedala v Alžíru, kde Arafat vyhlásil nezávislost palestinského státu a uznal rezoluce Rady bezpečnosti OSN č. 242 a 338. Řada států světa, včetně Československa, nezávislost uznala. Při uzavření mírové dohody z Osla v roce 1993 se Arafat zřekl terorismu a Palestinská národní rada uznala existenci Izraele a rezoluci Valného shromáždění OSN č. 181 z roku 1947, která rozdělovala mandátní Palestinu na židovský a arabský stát.
Po podepsání mírových dohod z Osla se v dubnu 1996 sešla rada v Gaze a 24. dubna schválila poměrem hlasů 504:50 (14 se zdrželo) vypuštění částí charty popírajících právo Izraele na existenci. Charta samotná však nebyla formálně změněna ani přepsána. Potvrzení vypuštění těchto částí musela rada na nátlak tehdejšího izraelského premiéra Benjamina Netanjahua schválit 14. prosince 1998 v Gaze za přítomnosti amerického prezidenta Billa Clintona .